# Кубические дома
Кубические дома или Дома-Кубы (нидерл. Kubuswoning) — ряд домов, построенных в Роттердаме и Хелмонде по проекту архитектора Пита Блома в 1984 году.
В Роттердаме дома стоят на улице Оверблаак, недалеко от одноименной станции метро.
В Роттердаме есть 38 таких домов и ещё 2 супер-куба, причём все дома сочленены в единое сооружение.
Радикальным решением Блома было то, что он установил куб дома не на грань, как обычно, а на вершину, и этой вершиной он опирается (зрительно) на шестигранный пилон.
С высоты комплекс имеет замысловатый вид, напоминающий невозможный треугольник.
Некоторые жильцы предлагают экскурсии по своим неординарным жилищам.
Дома состоят из трех этажей:
- Цокольный этаж — вход.
- На первом этаже гостиная с кухней.
- На втором этаже две спальни с ванной комнатой.
- На верхнем этаже иногда разбивают небольшой сад.

Стены и окна по отношению к полу наклонены под углом в 54,7 градусов.
Общая площадь квартиры составляет около 100 квадратных метров, однако около четверти пространства является непригодным для использования из-за наклонных стен.

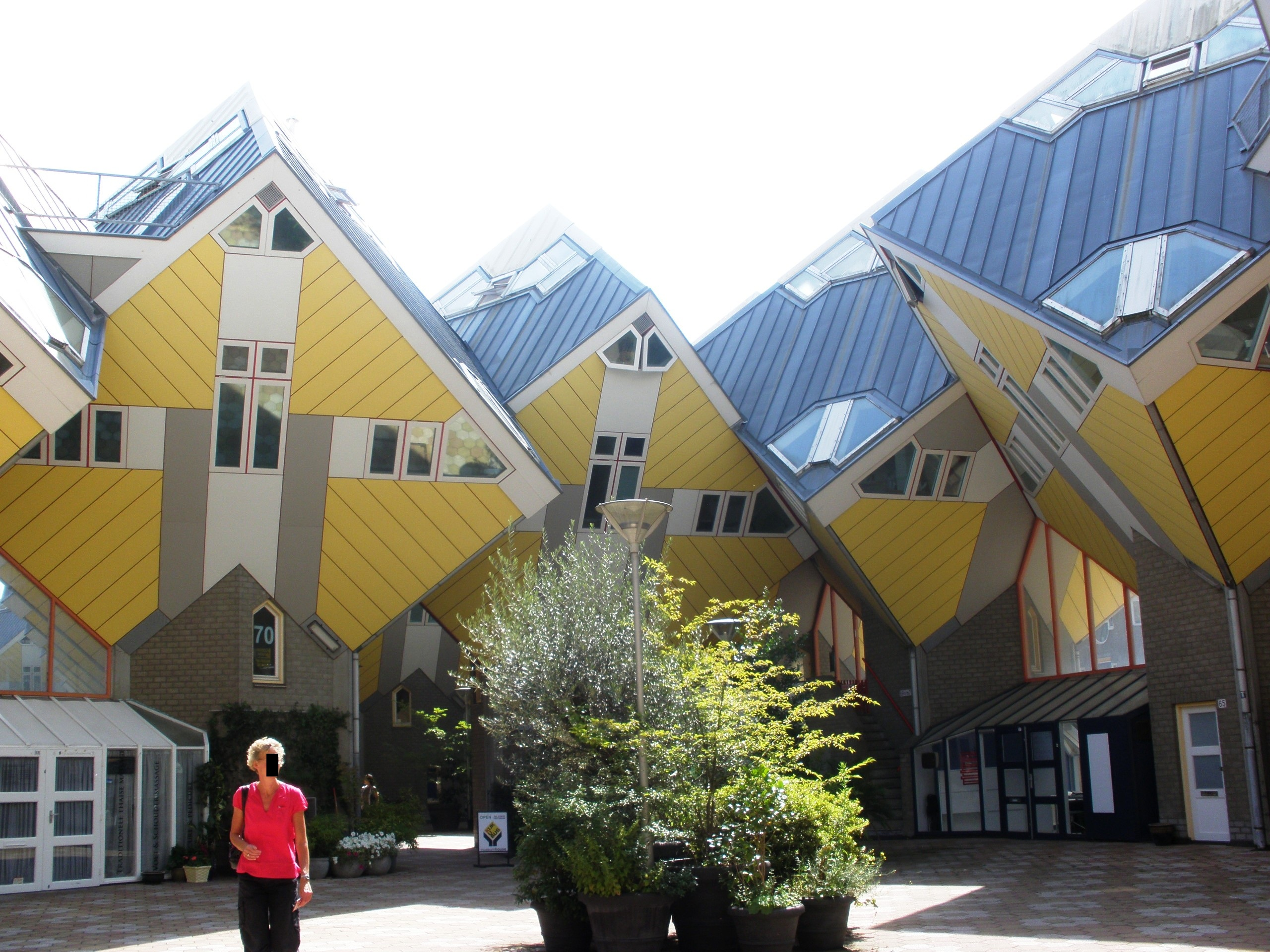
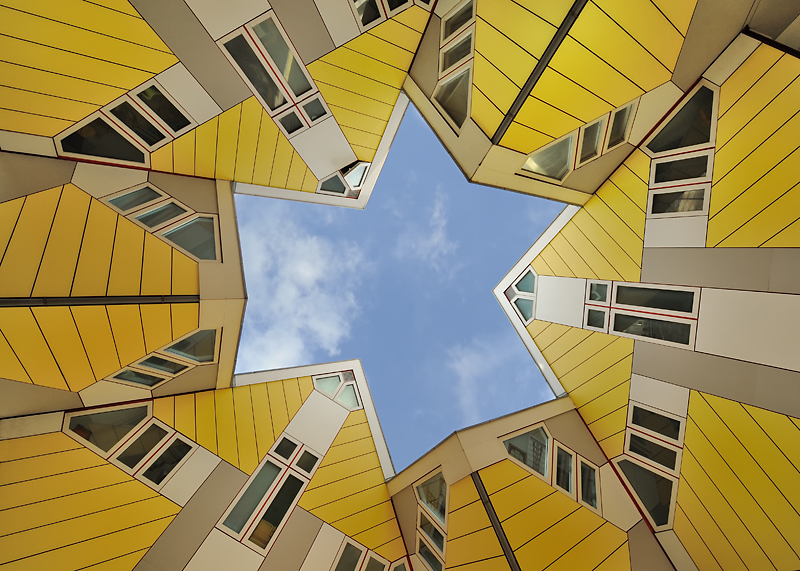
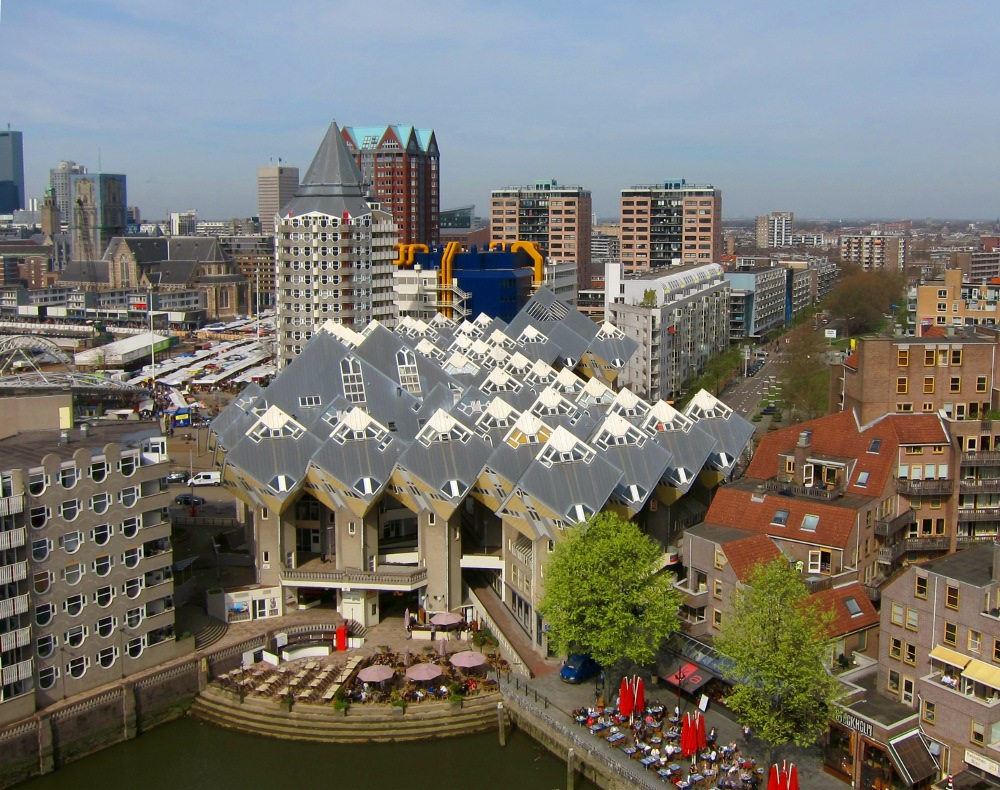
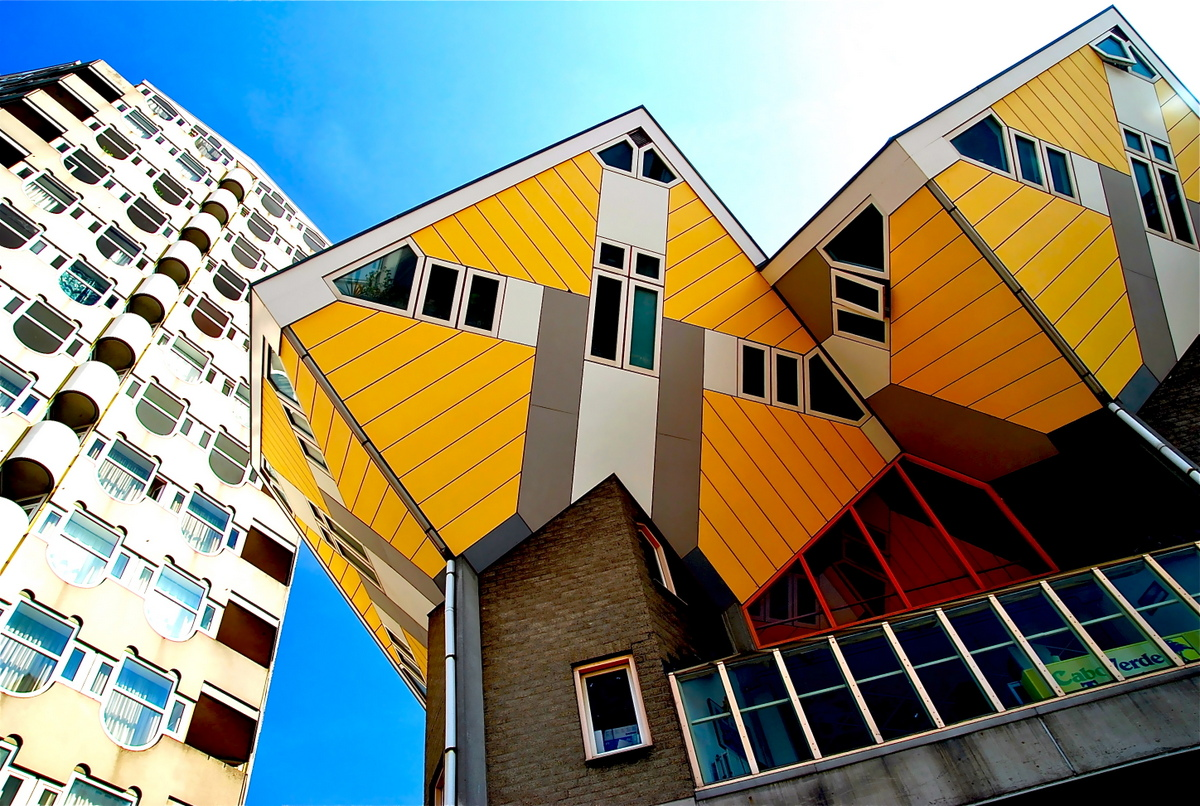
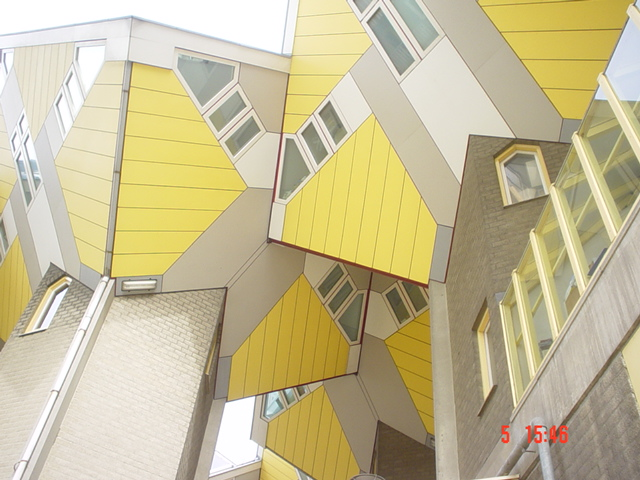

Art Cube — это место, где встречаются искусство и архитектура. Этот кубический дом с оригинальной жилой планировкой служит фоном для творчества различных художников.